# Oxyna aterrima
Oxyna aterrima är en tvåvingeart som först beskrevs av Doane 1899.  Oxyna aterrima ingår i släktet Oxyna och familjen borrflugor. Inga underarter finns listade i Catalogue of Life.